# Per sempre e un giorno ancora
Per sempre e un giorno ancora (Forever and a Day) è un film del 1943 diretto da Edmund Goulding, Cedric Hardwicke, Frank Lloyd, Victor Saville, Robert Stevenson, Herbert Wilcox e René Clair.

## Trama
Un uomo va a Londra durante la seconda guerra mondiale per vendere una casa di famiglia. Tuttavia la donna che vive in quell'appartamento è fermamente contraria; mentre i due sono costretti a trascorrere la notte in un rifugio antiaereo, lei gli racconta la storia della dimora.